# Palo Alto Township (comté de Jasper, Iowa)
Palo Alto Township est un township du comté de Jasper en Iowa, aux États-Unis,.
Le township est fondé en 1857. Il est nommé à la mémoire de la bataille de Palo Alto qui a lieu durant la guerre américano-mexicaine.

## Source de la traduction
- (en) Cet article est partiellement ou en totalité issu de l’article de Wikipédia en anglais intitulé « Palo Alto Township, Jasper County, Iowa » (voir la liste des auteurs).